# Paragymnopus
Paragymnopus J.S. Oliveira – rodzaj grzybów należący do rodziny Omphalotaceae.

## Systematyka i nazewnictwo
Pozycja w klasyfikacji według Index Fungorum
Omphalotaceae, Agaricales, Agaricomycetidae, Agaricomycetes, Agaricomycotina, Basidiomycota, Fungi.
Gatunki
- Paragymnopus foliiphilus (R.H. Petersen) J.S. Oliveira 2019
- Paragymnopus perforans (Hoffm.) J.S. Oliveira 2019 – tzw. twardziaczek kapuściany
- Paragymnopus pinophilus (R.H. Petersen) J.S. Oliveira 2019
- Paragymnopus ponderosae (R.H. Petersen) J.S. Oliveira 2019
- Paragymnopus sequoiae (Desjardin) J.S. Oliveira 2019
- Paragymnopus sublaccatus (R.H. Petersen) J.S. Oliveira 2019

Nazwy naukowe na podstawie Index Fungorum. Nazwy polskie według Władysława Wojewody.